# Ośrodek Rehabilitacyjny pw. św. Rafała Archanioła w Rusinowicach
Ośrodek Rehabilitacyjny pw. św. Rafała Archanioła w Rusinowicach – ośrodek rehabilitacyjny (będący formalnie szpitalem) dla dzieci, młodzieży oraz dorosłych osób niepełnosprawnych położony w Rusinowicach w województwie śląskim. Ośrodek został utworzony w 1994 r. z inicjatywy ks. biskupa Czesława Domina oraz Caritasu diecezji gliwickiej. W placówce rehabilitowane są dzieci i młodzież pochodzące z różnych części Polski.

## Historia
W 1990 r. bp Czesław Domin – ówczesny Przewodniczący Komisji Charytatywnej Episkopatu Polski – powziął plany rozpoczęcia budowy ośrodka. W tym samym roku wmurowano i poświęcono kamień węgielny pod budowę placówki. Środki na budowę obiektu przekazała Wspólna Komisja ds. Pomocy Humanitarnej przy Ambasadzie USA w Warszawie. Fundusze na wyposażenie placówki oraz kaplicy pw. św. Rafała Archanioła (będącego patronem placówki) pochodziły m.in. od papieża Jana Pawła II, Caritasu i Episkopatu Włoch. Prace budowlane zakończyły się w 1994 r., a 29 marca 1994 r. dyrekcja placówki podpisała umowę z Ministerstwem Zdrowia o realizacji świadczeń medycznych w oparciu o fundusze pochodzące z państwowej służby zdrowia. Ośrodek przyjął pierwszych pensjonariuszy 7 kwietnia 1994 r.
W 2000 r. na terenie należącym do ośrodka wybudowano Dom Opiekuna pw. św. Józefa. W listopadzie tego samego roku wybudowano halę przeznaczoną do prowadzenia zajęć hipoterapeutycznych, a w 2002 r. postawiono amfiteatr, którego konstrukcja oparta jest na elementach gliwickiego ołtarza papieskiego przeznaczonego dla Jana Pawła II. W 2006 r. w otwarto salę „doświadczania świata”, w której dzieci z deficytami intelektualnymi mają szansę wzmocnić swoje zdolności poznawcze, a w listopadzie 2008 r. oddano do użytku grotę solną.
Rozporządzeniem z 13 czerwca 2016 r. Minister Spraw Wewnętrznych i Administracji nadał ośrodkowi osobowość prawną. W latach 1994–2019 ośrodek rehabilitacyjny przyjął ponad 30 tys. pacjentów. W 2019 r. placówka dysponowała 95 łóżkami.
W ośrodku tym narodziła się idea stworzenia wigilijnej świecy Caritas w ramach ogólnopolskiej akcji Wigilijne Dzieło Pomocy Dzieciom. Od 2019 r. przyznawana jest nagroda „Skrzydła św. Rafała Archanioła” dla ludzi zasłużonych dla funkcjonowania ośrodka. Ośrodek organizuje coroczny letni festyn dla okolicznej ludności i jest organizatorem corocznej śląskiej spartakiady dla osób z niepełnosprawnościami. Na temat działalności ośrodka Telewizja Polska zrealizowała kilka reportaży.

## Struktura
Ośrodek to specjalistyczny szpital rehabilitacyjny o dwóch oddziałach:
- oddział rehabilitacji neurologicznej, na który przyjmowani są niepełnoletni pacjenci,
- oddział rehabilitacji ogólnoustrojowej przeznaczony dla osób powyżej 18 roku życia.

## Służba duszpasterska w ośrodku
Funkcjonowanie ośrodka jest powiązane z działalnością struktur Kościoła katolickiego (szczególnie Caritas), sama placówka zaś zachowuje charakter katolicki (m.in. w ośrodku odprawiane są msze święte oraz nabożeństwa, a w każdym turnusie organizowana jest pielgrzymka na Jasną Górę). Ośrodek zapewnia również dzieciom z deficytami intelektualnymi możliwość przystąpienia do pierwszej komunii świętej. W trakcie coturnusowych odwiedzin ośrodka przez bp. Jana Wieczorka chętna młodzież może przystąpić do sakramentu bierzmowania bez konieczności brania udziału w cyklu katechetycznym, który ma miejsce w przypadku parafii.